# 谷東
谷 東（たに あづま、6月27日 - ）は、兵庫県出身のアニメ監督、演出家である。自転車好きとして知られる。『あまちゃん』のエンドロールで「今年、念願の映画監督に」と写真付きで紹介された。

## 参加作品

### テレビアニメ
- Transformers: Cybertron（2004年、プロデューサー）
- トランスフォーマー ギャラクシーフォース（2005年、設定協力）
- G.I.ジョー: SIGMA6（2005年、プロデューサー）
- THE FROGMAN SHOW（2006年、企画）
- 這いよる！ニャルアニ リメンバー・マイ・ラブ（クラフト先生）（2010年、脚本・絵コンテ・監督）
- へんしん!!じゃがポテ仮面（2010年、監督）
- ほんとにあった!霊媒先生（2011年、監督）
- だぶるじぇい（2011年、監督）
- HIGH SCORE（2011年、クリエイティブアドバイザー・シリーズ構成）
- テルマエ・ロマエ（2012年、脚本・絵コンテ・監督）
- みにヴぁん（2013年、脚本・監督）
- ガラスの仮面ですがZ（2013年、脚本・監督）
- 監督不行届（2014年、監督）
- ゆるがろ（2014年、総監督）
- いとしのムーコ（2015年、音響監督）
- ミニヴぁん2（2015年 - 2016年、脚本・監督）
- ろんぐらいだぁす!（2016年、エンドカードイラスト）
- アニ×パラ あなたのヒーローは誰ですか 第2弾 パラ陸上競技（2017年、監督）
- 若おかみは小学生!（2018年、監督・絵コンテ）
- デジモンゴーストゲーム（2022年、絵コンテ）
- 逃走中 グレートミッション（2023年、絵コンテ・演出）

### 劇場アニメ
- 秘密結社鷹の爪 総統は二度死ぬ（2007年、プロデューサー）
- ガラスの仮面ですが THE MOVIE（2013年、監督）
- サウンドバック 奏の石（2022年、実写映画『ハケンアニメ!』劇中内作品、監督）

### OVA
- ピューと吹く!ジャガー（2007年、監督）
- ピューと吹く!ジャガー リターン・オブ・約1年ぶり（2008年、監督）
- 週末お届け! ももクロ便（2011年、脚本･絵コンテ･監督）ももいろクローバー3rdシングル｢ミライボウル/Chai Maxx｣初回限定盤DVD同梱
- 山賊ダイアリー リアル猟師奮闘記（2015年、監督）単行本第6巻特装版DVD同梱

### Webアニメ
- リカちゃんと魔法の国（2009年、監督）
- 這いよる！ニャルアニ（2010年、監督）
- クレムリン（2012年、監督・歌）
- こぐまの自転車教室（au損保、2013年、監督）
- 日本アニメ（ーター）見本市 「HILL CLIMB GIRL」（2014年、監督）
- おジャ魔女どれみお笑い劇場（2019-2020年、監督）

### ミュージックビデオ
- 『パリの痴話喧嘩』サザンオールスターズ（2014年、監督）